# Deeplearning4j
Deeplearning4j ist eine freie, plattformübergreifende Programmbibliothek für künstliche Intelligenz bzw. maschinelles Lernen. Deeplearning4j ist in der Programmiersprache Java geschrieben und daher kompatibel zu jeder anderen Sprache, die auf einer JVM lauffähig ist, wie Scala oder Clojure. Die zugrunde liegenden Berechnungen sind in C und C++ implementiert. Der kommerzielle Support erfolgt durch das Unternehmen Skymind.
Mit Hilfe von Keras verfügt Deeplearning4j über eine Programmierschnittstelle (API) zur Sprache Python. Hiermit kann der Graben zwischen weit verbreiteten, aber auf Python basierenden Programmbibliotheken und Java überbrückt werden. Mit Keras ist ein Import der Modelle von künstlichen neuronalen Netzen der Systeme TensorFlow, Caffe, Torch and Theano möglich. Deeplearning4j gehört zu den führenden 10 Deep-Learning-Projekten auf Github.
Es werden unterschiedliche Typen von künstlichen neuronalen Netzen wie z. B. Restricted Boltzmann-Maschine, Convolutional NNs oder rückgekoppelte neuronale Netze unterstützt. GPUs können zur Geschwindigkeitssteigerung einen Teil der Rechenlast übernehmen.